# Шляхтин, Иван Иванович
Ива́н Ива́нович Шляхти́н (Приазо́вский) (10 апреля 1942, слобода Никаноровка, Ростовская область — 23 сентября 2008, Ставрополь) — российский журналист, общественный деятель, президент Ставропольской государственной телерадиовещательной компании с 1992 по 2006 г. Заслуженный работник культуры РФ, награждён орденами Дружбы (1998) и Почёта (2004).

## Биография
Иван Шляхтин родился 10 апреля 1942 года в слободе Никаноровка Волошинского района (ныне — Миллеровский район) Ростовской области в крестьянской семье.
После окончания средней школы работал кочегаром, электросварщиком на заводе «Ростсельмаш». Служил три года в Советской армии. Был геодезистом, сержантом, сотрудничал с армейской прессой.
В 1969 году окончил отделение журналистики Ростовского государственного университета.
Июль 1969 года — август 1971 года — литработник, заведующий отделом в газете «Приазовская степь» Неклиновского района Ростовской области. На второй год работы в издании Шляхтин отправил очерк о земледельце на областной творческий конкурс среди журналистов. В День печати в газете «Молот» он обнаружил свою фамилию среди лауреатов премии имени Н. Ф. Погодина.
Август 1971 года — декабрь 1974 года — сотрудник городской газеты «Таганрогская правда». Здесь выходили его статьи под рубриками «По следам письма», «С чего начинается Родина», очерки о металлургах, комбайностроителях, сталеварах, рассказы о комсомольских вожаках, фоторассказы о природе.
С декабря 1974 года — старший корреспондент, заведующий отделом промышленности, строительства, транспорта и связи краевой газеты «Ставропольская правда», автор материалов о практике хозяйствования, лучших трудовых коллективах, руководителях крупных предприятий, строек, рядовых людях. На основе своих статей он издал книгу о проблемах развития экономики Ставрополья «Эффект бережливости», за которую был удостоен премии имени Германа Лопатина. Параллельно сотрудничал с газетой «Социалистическая индустрия» и другими центральными изданиями.
Сентябрь 1986 года — март 1988 года — заведующий сектором печати, телевидения и радиовещания Ставропольского крайкома КПСС.
Март 1988 года — февраль 1992 года — председатель Комитета по телевидению и радиовещанию Ставропольского крайисполкома.
Февраль 1992 года — сентябрь 2006 года — президент Ставропольской государственной телерадиовещательной компании (СГТРК).
Сентябрь 2006 года — сентябрь 2007 года — советник Регионального департамента Всероссийской государственной телевизионной и радиовещательной компании (ВГТРК), курировал деятельность региональных государственных компаний Северного Кавказа.
Являлся членом Международной академии телевидения и радио; членом правления Евразийской академии телевидения и радио, а также Федеративного Совета Союза журналистов России.
Иван Шляхтин был женат; двое детей — сын Александр и дочь Анастасия.
Умер 23 сентября 2008 года в возрасте 66 лет, похоронен на Новейшем кладбище в Ставрополе.

## Заслуги
Иван Шляхтин был автором первых репортажей с места теракта в Будённовске в 1995 году, которые разошлись по всему миру. В дни трагедии он координировал работу журналистов краевых и федеральных СМИ.
Под его руководством созданы телеканал «Ставропольский меридиан» («14-24») (1993), радиостанции «Русь» (1994) и «Пятая вершина» (1995), информационная служба «Телетекст», рекламное агентство «Золотая графика»(1996), проведена полная реконструкция трёх радиовещательных комплексов с внедрением цифровых технологий, компьютеризировано телепроизводство на Ставрополье.
По инициативе Ивана Шляхтина СГТРК заключила договоры о дружбе и сотрудничестве со всеми телерадиокомпаниями Северного Кавказа. Он был инициатором создания телевидения в Карачаево-Черкесской Республике, участвовал в создании телерадиокомпании в Республике Ингушетия и восстановлении телерадиовещания Чеченской Республики.
На Всероссийском фестивале СМИ в Казани «Вся Россия — 2000» возглавляемая Шляхтиным Ставропольская ГТРК была признана лучшей в стране. Год спустя в Санкт-Петербурге радиостанция «Русь» стала лауреатом, как «Лучшая региональная радиостанция страны». В 2004 году СГТРК получила Гран-при на Всероссийском фестивале в Дагомысе как лучшая региональная компания России.
Шляхтин был организатором международных соревнований по художественной гимнастике, конному спорту, турниров Ставропольского края по футболу на кубок СГТРК.
По его инициативе были созданы телевизионные и радиопрограммы, освещающие актуальные проблемы в общественно-политической, социально-экономической, культурной и других сферах жизни региона.
Шляхтин был организатором благотворительных телерадиомарафонов, проводимых СГТРК совместно с краевыми отделениями Российского детского фонда, Фонда милосердия и здоровья, Управлением Верховного комиссара ООН, Министерством труда и социальной защиты Ставропольского края и другими ведомствами:
- «Спешите делать добро» — в поддержку детей-сирот, школ-интернатов, детских домов, беженцев, многосемейных и малоимущих слоёв населения[23][24].
- «Чужого горя не бывает» — в поддержку семей, пострадавших от наводнения в 2002 году. Проект был признан Союзом журналистов России как «Акция года»[25][26][27].
- «Как живешь, ветеран?» — телерадиомарафон, который СГТРК проводила более 8 месяцев, стал лауреатом IV Международного фестиваля телевизионных программ и фильмов «Вечный огонь», посвященного 60-летию Великой Победы[28].
- «В дом постучалась беда», «Физкультура — детям», «Некуда бежать» и другие.

За проведение благотворительных проектов, социальных программ возглавляемая Шляхтиным Ставропольская ГТРК была удостоена ордена «Слава Нации» Благотворительного общественного движения «Добрые Люди Мира».
В 2001 году создал аналитический сериал «Политики и бизнесмены» — о том, как обустроить Россию. Среди героев — заместитель председателя правительства России Анатолий Куликов, президент Молдовы Пётр Лучинский, генеральный директор ОАО «ЮгРосПродукт» Алексей Яшкунов и другие.
В числе первых документальных фильмов Ивана Шляхтина — кинолента «Школа Василия Скакуна» о заслуженном мастере спорта СССР. Его фильмы «Кто пожалеет лошадку?» о коневодах на Ставрополье, «Вернуть земле хозяина» о том, что землёй должны владеть настоящие патриоты хозяйства, «Герой своего времени» не раз транслировали на «Первом канале».
Автор и ведущий телевизионного клуба «Губернские ассамблеи», среди гостей которого были заслуженные работники различных отраслей, депутаты, мэры городов, руководители крупных предприятий, организаций, учёные, общественные деятели.

## Награды и звания
- Орден Почёта (13 января 2004) — за многолетнюю плодотворную работу в области культуры, печати и телерадиовещания[32]
- Орден Дружбы (9 июля 1998) — за заслуги перед государством, большой вклад в укрепление дружбы и сотрудничества между народами, многолетнюю плодотворную деятельность в области культуры и искусства[33]
- Благодарность Президента Российской Федерации (июль, 1996) — за большой вклад в становление российской демократии, творческое и инициативное участие в подготовке и проведении кампании всенародных выборов Президента Российской Федерации 1996 года
- Звание «Заслуженный работник культуры Российской Федерации»
- Бронзовая медаль ВДНХ (1984)
- Медаль святого благоверного князя Даниила Московского (Русская православная церковь, 1999)
- Лауреат премии имени Н. Ф. Погодина (1971)
- Лауреат премии имени Германа Лопатина (1984)
- Знаки «Честь. Достоинство. Профессионализм», «За заслуги перед профессиональным сообществом», а также дипломы и почётные грамоты Союза журналистов России
- Памятный знак «300 лет российской прессы» (2003)
- Золотая медаль Международной академии телевидения и радио (2007)[34]
- Знак «Почётный радист» (1997)
- Медаль «За заслуги перед Ставропольским краем» (2003)[35]
- Платиновый, золотой и серебряный ордена «Отличник качества Ставрополья»
- Медаль Спецсвязи ФСО «За боевое содружество» (2004)
- Медаль «200 лет МВД России» (2002)
- Знак отличия «За заслуги в пограничной службе» (2003)
- «Знак Почёта» Совета ветеранов ОВД и ВВ Ставропольского края (2004)
- Наградной крест «За заслуги перед казачеством России» III степени
- Терский казачий крест генерала А. П. Ермолова
- Юбилейная медаль ФНПР «100 лет профсоюзам России» (2004)
- Знак-медаль «Честь и Польза» Международного благотворительного фонда «Меценаты Столетия» (2006)
- Диплом Олимпийского комитета России и комитета Фэйр Плэй за пропаганду гуманистических ценностей спорта (2004)[36]
- Юбилейная медаль «200 лет основания курортного региона РФ Кавказские Минеральные Воды»
- Звание «Ветеран труда» (2000)

## Интервью
- Интервью c Иваном Шляхтиным на Youtube
- Микрофон включён! Спутник жизни